# 안니발레 1세 벤티볼리오

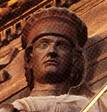

안니발레 1세 벤티볼리오(Annibale I Bentivoglio, 1415년 8월 – 1445년 7월 25일)는 볼로냐의 벤티볼리오 가문의 유명한 인물이며, 1443년부터 그가 사망할때까지 볼로냐의 사실상의 통치자였다.
그는 그의 어머니가 시에나 출신인 리나 칸니지아니(Lina Canigiani)임에도 불구하고, 안톤갈레아초 벤티볼리오의 아들 추정되며, 아버지가 누구인지는 확실치 않다고 전해진다. 그는 카르타고의 장군의 이름을 따, 안니발레 라는 이름이 붙여졌다. 어린 시절, 그는 그의 아버지가 반교황 세력이였기에 고향 도시에서 추방당했으며, 유년 시절을 허송 세월을 보내며 살았다. 1438년에 그는 외부 세력인 밀라노의 비스콘티 지배시기에 자유가 부여되면서, 볼로냐로 돌아왔다. 하지만 1442년에 그는 페루자 출신 콘도티에로 니콜로 피치니노(그당시 밀라노 공작과 싸우고 있었음)에게 붙잡혀 바라노 성에서 감금을 당했으며, 1443년에 티데오와 갈레아초 마레스코티 형제에 의해 풀려난다.
벤티볼리오는 그때부터 사실상의 볼로냐 통치자였지만, 교황 에우제니오 4세의 조용한 지원을 받던 적대 가문 출신인 바티스타 칼레오니(Battista Canelloni)보다 일찍 죽음을 맞이했다. 그의 자리는 친척이자 돈니나 비스콘티와 조반니 사이에서 태어난 인판테의 스응이기도 했던 산테 벤티볼리오가 이끄는 볼로냐 정부가 이었다.
안니발레 1세 벤티볼리오의 기마상은 달마티아 출신 초기 르네상스 조각가 니콜로 델라르카가 제작했다.